# Dashte Barchi
Dashte Barchi (dari : دشت برچی), est un établissement humain situé dans la partie ouest de Kaboul, en Afghanistan,.